# Тодор Търколев
Тодор Търколев е български военен деец.

## Биография
Роден е в 1892 в ахъчелебийското село Райково, тогава в Османската империя, днес квартал на Смолян, България. Завършва I клас и става търговец. При избухването на Балканската война в 1912 година Търколев е войвода на Ахъчелебийската чета на Македоно-одринското опълчение, която по-късно се влива в 1 рота на 13 кукушка дружина. Носител е на орден „За храброст“ IV степен.